# Direito tributário
O direito tributário é um ramo do direito que objetiva o estudo das leis e normas que regulam as relações entre o Estado e os contribuintes, no que diz respeito à cobrança de taxas, impostos, contribuições de melhoria, contribuições especiais e empréstimos compulsório. Tanto o Estado, ao "exigir", como a pessoa sob sua jurisdição, ao "contribuir", deve obedecer a determinadas normas, cujo conjunto constitui o direito tributário. É compreendido como um segmento do direito financeiro, que define como serão cobrados dos cidadãos (contribuintes) os tributos e outras obrigações a ele relacionadas.  Tem como contraparte o direito fiscal ou orçamentário, que é o conjunto de normas jurídicas destinadas à regulamentação do financiamento das atividades do Estado.

Ocupa-se das relações jurídicas entre o Estado e as pessoas jurídicas de direito privado e físicas concernentes à instituição, à imposição, à escrituração, à fiscalização e à arrecadação dos tributos. No Brasil, dentre tais tributos incluem-se ao menos os impostos, as taxas e as contribuições de melhoria. Para atingir sua finalidade de promover o bem comum, o Estado exerce funções para cujo custeio é preciso de recursos financeiros ou receitas. As receitas do Estado provêm de atividades econômico-privadas dos entes públicos, de monopólios, de empréstimos, e principalmente da imposição tributária (fiscal, parafiscal e extrafiscal). O direito de tributar do Estado decorre do seu poder de império pelo qual pode fazer "derivar" para seus cofres uma parcela do patrimônio das pessoas sujeitas à sua jurisdição e que são chamadas "receitas derivadas" ou tributos, divididos em impostos, taxas e contribuições.

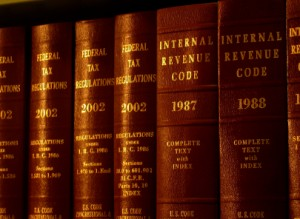
O Internal Revenue Code é a base legal primária da lei fiscal federal nos Estados Unidos. O Código de Regulamentação Federal é a interpretação regulatória do Departamento do Tesouro das leis tributárias federais aprovadas pelo Congresso, que carregam o peso da lei se a interpretação for razoável. Tratados fiscais e jurisprudência no Tribunal Fiscal dos EUA e em outros tribunais federais constituem o restante do direito tributário nos Estados Unidos.

O direito tributário cria e disciplina assim relações jurídicas entre o Estado na sua qualidade de fisco e as pessoas que juridicamente estão a ele sujeitas e se denominam contribuintes ou responsáveis. Se para obter esses meios o fisco efetuasse arrecadações arbitrárias junto às pessoas, escolhidas ao acaso, não se poderia falar de um direito tributário. 
Ocorre que, o Brasil figura entre os países com maior carga tributária, e frequentemente empresas e pessoas físicas são surpreendidas por cobranças indevidas e/ou excessivas. Por este motivo, o direito tributário também prevê o controle para que os contribuintes possam contestar as cobranças indevidas ou excessivas, por meio de recursos administrativos e judiciais.

## História
O direito tributário, assim como os outros ramos da ciência jurídica, teve sua formação e desenvolvimento de maneira lenta. Não se sabe exatamente quando e onde a cobrança de tributos e impostos começou. 
No latim, fisco (fiscus) era o apelativo de um paneiro de pôr dinheiro, um cesto de junco ou vime, com asas e que, segundo Juvenal, era sinônimo de tesouro do príncipe ou bolsinho imperial. Embora a palavra "fisco" corresponda hoje ao sujeito ativo da relação jurídico-tributária, vê-se que, historicamente, fisco, em contraposição ao tesouro público (aerarium populi romani), era o tesouro privado do imperador, donde veio a palavra "confisco".

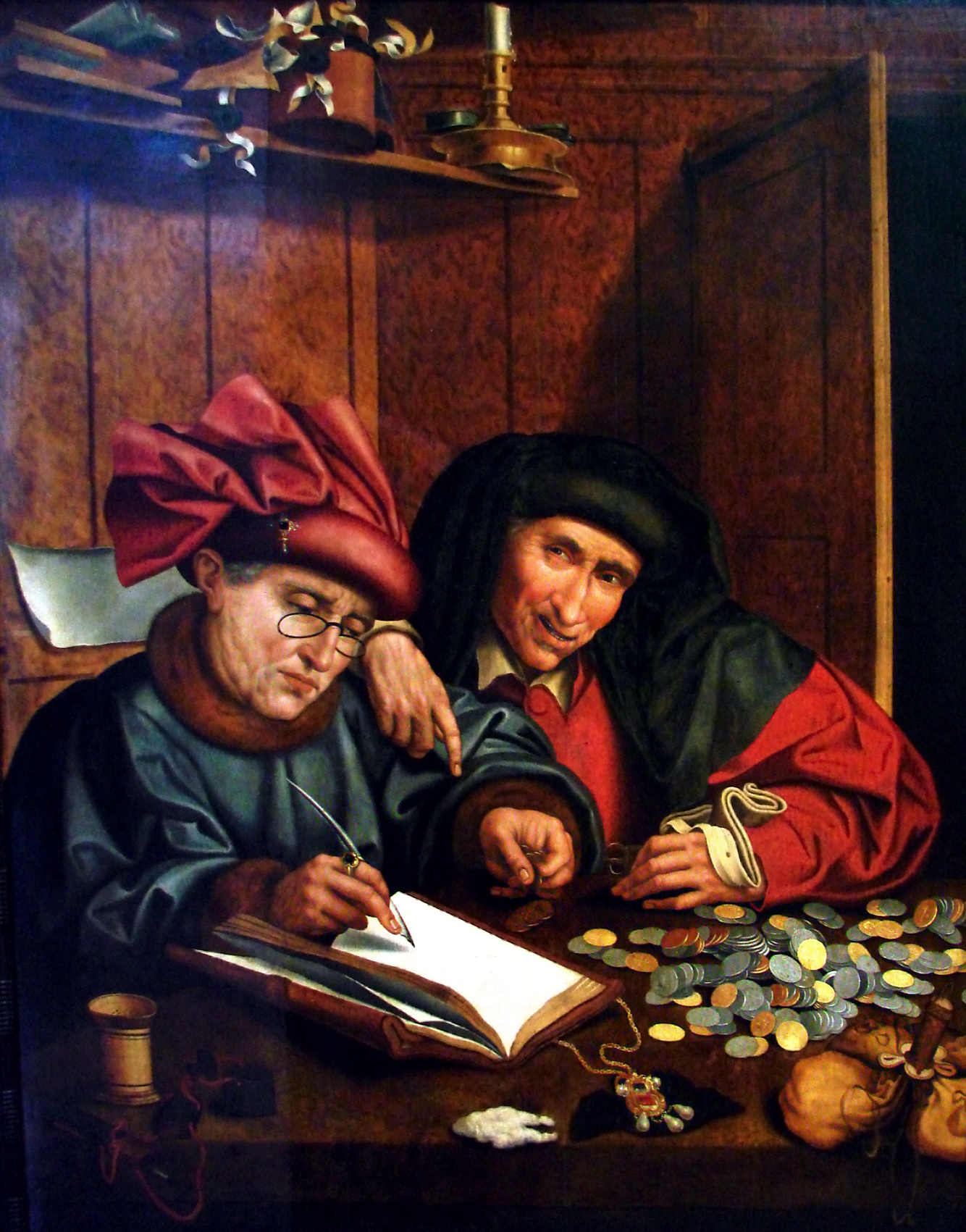
O gabinete do coletor de impostos. Pintura anônima, provavelmente de Marinus van Reymerswaele (1490-1546). Museu de Arte em Nancy.

O primeiro sistema de tributação conhecido foi o do Antigo Egito por volta de 3000 a.C. - 2800 a.C., durante a primeira dinastia do Antigo império. Os registros documentais do período afirmam que o faraó realizava uma excursão bienal em todo o reino, com a cobrança de receitas fiscais dos seus súditos. Outros registros conhecidos são recibos de celeiros reais pela compra de cereais, de calcário e de papiros. Registros sobre o princípio da tributação também são descritos na Bíblia. Em Gênesis (capítulo 47, versículo 24), há a seguinte afirmação: 
| “ | Há de ser, porém, que no tempo das colheitas dareis a quinta parte ao Faraó, e quatro partes serão vossas, para semente do campo, e para o vosso mantimento e dos que estão nas vossas casas, e para o mantimento de vossos filhinhos. | ” |
|   | — José do Egito. |   |

José estava dizendo ao povo do Egito como dividir sua cultura, proporcionando uma parte para o Faraó: ou seja, segundo o relato, a quinta parte (20%) da cultura foi o imposto.
Mais tarde, no Império Aquemênida, um sistema fiscal regulado e sustentável foi introduzido por Dario, o Grande em 500 a.C., sendo que o sistema de tributação persa foi adaptado para cada satrapia. Às vezes, havia diferentes impostos entre as 30 satrapias do império, sendo que cada satrapia era avaliada de acordo com sua suposta produtividade. Era de responsabilidade do sátrapa o recolhimento do montante devido e o seu envio ao imperador logo após a dedução de seus gastos. As quantidades solicitadas a partir de várias províncias deu uma imagem vívida de seu potencial econômico. Por exemplo: foi avaliado, para a Babilônia, o maior dispêndio em impostos, por quantidade e por variedade de matérias-primas: mil talentos de prata e quatro meses de fornecimento de alimentos para o exército. Para a Índia, uma província com uma grande produção de ouro, foi determinado o fornecimento de pó de ouro em grande quantidade. O Egito, considerado o celeiro do Império Aquemênida, foi obrigado a fornecer 120 mil medidas de trigo, além de 700 talentos de prata. Em contrapartida, nenhum cidadão Persa ou Medo pagava imposto. Contudo, eles estavam sujeitos a, em qualquer momento, serem chamados para servir no exército.
Mais tarde, na Índia sob domínio islâmico, os governantes determinaram a cobrança do jizya (um imposto para os não muçulmanos), a partir do século XI, sendo que este, anos mais tarde, foi abolido por Akbar.
Há vários registros de cobrança de impostos na Europa desde o início do século XVII. Mas os níveis de tributação são difíceis de comparar: sua dimensão e o fluxo econômico por eles gerado e os números da produção da época não são disponíveis. Entretanto, o lucro estatal (despesas menos receitas) da França durante o século XVII passou de um montante de 24,30 milhões de libras na década de 1600 para cerca de 126,86 milhões de libras na década de 1650 e para 117,99 milhões de libras na década de 1700. Quando a dívida pública atingiu 1,6 bilhões de libras em 1780-89, o lucro estatal atingiu 421,50 milhões de libras. A tributação como percentual da produção de bens finais pode ter alcançado um total de 15% a 20% durante o século XVII em nações como a França, Holanda e Suécia. Durante o período da Revolução Francesa, as alíquotas cobradas na Europa aumentaram drasticamente e, na medida em que a guerra civil se prolongava e ficava mais cara, os governos europeus se tornaram mais centralizados e adeptos de recolhimento de impostos. Este aumento foi maior na Inglaterra, em que a carga tributária aumentou cerca de 85% durante este período. As receitas per capita de impostos cresceram quase seis vezes ao longo do século XVIII.
Na Idade Média, no feudalismo, os impostos eram destinados aos senhores feudais, perdendo assim o caráter fiscal. Eles serviam como um agradecimento ao senhor feudal que lhe permitia usar e morar em sua propriedade.
Os tributos eram cobrados, também, dos territórios conquistados, as colônias. As nações que exigiam tributo de outros povos frequentemente recebiam ouro e prata, ou produtos escassos em sua própria terra. Desta forma, fortaleciam sua posição econômica ao passo que debilitavam as nações subjugadas, apropriando-se de grande parte de seus recursos. O sistema de cobrança da coroa portuguesa sobre a colônia Brasil era, por exemplo, a derrama, onde um quinto de tudo que foi produzido era destinado à coroa). Com a vinda do rei Dom João VI para o Brasil, os tributos cobrados eram empregados dentro do nosso próprio país, mas em benefício da família real e quase nunca em benefício do povo.
Após a independência do Brasil e a criação da Constituição Federal, surge a ideia de se criar impostos de maneira formal. Os impostos e ou tributos, no início, eram diferentes entre províncias, mas, com o passar do tempo, houve a necessidade de melhor ordená-los. Em 1934 ocorreu a separação em tributos da União, tributos dos Estados e tributos dos Municípios e em 1978 surge a estrutura de um sistema tributário nacional integrado, o que em 1984 modifica-se novamente para a separação de formas de cobrança entre Estados e Municípios. Já na Constituição de 1988 criam-se normas reconfortantes para a população, nas quais a cobrança de impostos só pode acontecer se este estiver prevista na lei.

## No Brasil
A Constituição de 1988 está vigente até hoje, encontramos nela os artigos 145 a 162, referentes às tributações, os quais definem as limitações ao poder de tributar do Estado, organiza o sistema tributário e detalha os tipos de tributos e a quem cabe cobrá-los.
Hoje os impostos são divididos em federais, estaduais e municipais, os quais incidem sobre renda, patrimônio e consumo das pessoas físicas e jurídicas. Hugo de Brito Machado define direito tributário como:
(...) o ramo do Direito que se ocupa das relações entre o fisco e as pessoas sujeitas às imposições tributárias de qualquer espécie, limitando o poder de tributar e protegendo o cidadão contra os abusos desse poder. 
A Constituição Federal estabelece a competência tributária, conceito que atribui a um determinado ente o poder de tributar. Tal poder foi dividido entre os entes federativos: União, Estados, Distrito Federal e Municípios. Tal medida consagrou o princípio do federalismo. O poder de tributar, porém, diz respeito à cobrança dos tributos.
Segundo Richard Musgrave (1976), entende-se por Sistema Tributário como sendo o complexo orgânico formado pelos tributos instituídos em um país ou região autônoma e os princípios e normas que os regem. Por consequência, podemos concluir que o Sistema Tributário Brasileiro é composto dos tributos instituídos no Brasil, dos princípios e das normas que regulam tais tributos. 
O Código Tributário Nacional dispõe sobre o sistema tributário brasileiro e institui normas gerais de direito tributário aplicáveis à União, Estados e Municípios. Em seu artigo 3º, preceitua que tributo é "toda prestação pecuniária compulsória, em moeda ou cujo valor nela se possa exprimir, que não constitua sanção de ato ilícito, instituída em lei e cobrada mediante atividade administrativa plenamente vinculada".
Os tributos formam a receita da União, Estados e Municípios e abrangem impostos, taxas, contribuições e empréstimos compulsórios. Eles podem ser diretos ou indiretos. No primeiro caso, são os contribuintes que devem arcar com a contribuição, como ocorre no Imposto de Renda. Já os indiretos incidem sobre o preço das mercadorias e serviços.
Recente emenda à constituição brasileira de 1988 inseriu a Contribuição de iluminação pública. Embora o Supremo Tribunal Federal ainda não tenha se manifestado sobre a sua natureza, acreditam os doutrinadores que se trata de uma contribuição.

### Função dos tributos
No Brasil, os tributos podem ter função:
- Fiscal: Quando têm, como objetivo, a arrecadação de recursos financeiros para o Estado. Imposto sobre a Renda e Proventos de Qualquer Natureza, por exemplo.
- Extrafiscal: Quando o objetivo é interferir no domínio econômico, buscando regular determinados setores da economia. As mudanças no Imposto sobre Produtos Industrializados possuem essa função. Há, também, o chamado tributo extrafiscal proibitivo, com alíquotas elevadíssimas, com o objetivo de inibir ou frear certas atividades econômicas, que, embora lícitas, são consideradas nocivas à sociedade, como é o caso da produção e venda de cigarro. Tributo extrafiscal proibitivo é o dever preestabelecido por uma regra jurídica que o Estado utiliza como instrumento jurídico para impedir ou desestimular, indiretamente, um ato ou fato que a ordem jurídica permite. [3]
- Parafiscal: Quando ocorre a delegação, pela pessoa política (União, Estados-Membros, Distrito Federal e Municípios), mediante lei, da capacidade tributária ativa a terceira pessoa (de direito público ou privado), de forma que esta arrecade o tributo, fiscalize sua exigência e utilize-se dos recursos auferidos para a consecução de seus fins. Por exemplo, a contribuição anual paga pelos advogados à Ordem dos Advogados do Brasil (OAB).

### Tipos de tributos
Existem duas teorias em relação à quantidade de tributos no Brasil: a teoria tripartida e a teoria pentapartida
A teoria tripartida é pautada no Código Tributário Nacional (CTN), que diz, em seu artigo 5º, que os tributos são impostos, taxas e contribuições de melhoria. Essa teoria atualmente é falha, pois o CTN é anterior a Constituição da República Federativa do Brasil de 1988. Sendo assim, não é a teoria mais aceita atualmente.
A teoria pentapartida, teoria majoritariamente aceita pelos doutrinadores e pelo Supremo Tribunal Federal, é aquela que, além de aceitar as três espécies clássicas que o CTN mostra, também aceita o empréstimo compulsório e as contribuições especiais, institutos que a constituição brasileira de 1988 trouxe.

#### Impostos
São tributos cuja obrigação tem, por fato gerador, uma situação independente de qualquer atividade estatal específica relativa ao contribuinte. Os impostos se caracterizam por serem de cobrança compulsória e por não darem um retorno ao contribuinte sobre o fato gerador. Por exemplo, um imposto sobre posse de automóvel não necessariamente será revertido em melhorias das condições das vias urbanas ou rodovias. 

#### Taxas
As taxas são tributos incidentes sobre um fato gerador e que são aplicados em contrapartida a esse fato gerador, ou seja, a taxa é a contrapartida que o contribuinte paga em razão de um serviço público que lhe é prestado ou posto à sua disposição. Além da contrapartida de um serviço público prestado ou posto à disposição, as taxas também estão relacionadas ao poder de polícia da administração, englobando fiscalizações e licenciamentos em geral.
Uma taxa só pode ser instituída por uma entidade tributante da mesma competência. Não necessariamente o contribuinte da taxa vai usar o serviço, apenas terá o serviço à disposição.
"Constituição Brasileira de 1988 – Artigo 145. A União, os Estados, o Distrito Federal e os municípios poderão instituir os seguintes tributos:"
"II – taxas, em razão do exercício do poder de polícia ou pela utilização, efetiva ou potencial, de serviços públicos específicos e divisíveis, prestados ao contribuinte ou postos à sua disposição"
A taxa é compulsória, pois visa a resguardar o interesse público; não pode haver a recusa na prestação do serviço. Exemplo: coleta de lixo urbano. A contraprestação pelo serviço é devida independentemente da vontade do contribuinte (artigo 145, II, da Constituição Brasileira de 1988). Não há finalidade lucrativa, a prestação pecuniária existe somente para cobrir os custos da atividade. Desse modo, a taxa pode ser definida como um tributo, sendo instituída unilateralmente pelo poder público, obrigando o particular à sua incidência nos casos de algumas atuações estatais específicas, decorrentes do poder de polícia ou na prestação de alguns serviços públicos específicos.

#### Tarifa
A tarifa (também chamada de preço público) é a contraprestação devida pela prestação de serviços públicos, regida pelo direito privado, por empresas públicas, sociedades de economia mista, empresas concessionárias e permissionárias de serviços públicos (artigos 2° e 3° do Código de Defesa do Consumidor). Diferentemente da taxa, a tarifa (ou preço público) é facultativa, ou seja, somente poderá ser cobrada caso haja a efetiva utilização do serviço público ofertado; ela não pode ser imposta. A finalidade lucrativa existe como o principal interesse do particular em explorar uma atividade pública. A tarifa não possui natureza jurídica de tributo. Exemplos: transporte coletivo urbano e telefonia.

#### Contribuições de melhoria
As contribuições de melhoria são tributos que têm, como fato gerador, o benefício decorrente das obras públicas. São cobradas somente na região beneficiada pela obra. Não necessariamente essas contribuições refletem em "melhoria", uma vez que algumas obras públicas em determinadas regiões tendem a desvalorizar os imóveis locais. O fundamental para o fato gerador é o benefício decorrente da obra pública.
Assim, a contribuição de melhoria é instituída para custear obras públicas das quais decorra valorização de bens imóveis. Tem, como limite total da cobrança, o custo da obra, e, como limite individual, a valorização acrescida a cada imóvel.

#### Contribuições Especiais
Também chamadas de contribuições sociais ou parafiscais, estão previstas nos artigos 149 e 149-A da Constituição brasileira de 1988, sendo tributos cuja característica principal é a finalidade para a qual é destinada sua arrecadação. Podem ser: sociais, de intervenção no domínio econômico, de interesse de categorias econômicas ou profissionais e para custeio do serviço de iluminação pública (COSIP).
As contribuições especiais possuem finalidade e destino certo.

#### Empréstimo compulsório
Segundo o artigo 148 da Constituição brasileira de 1988, a União poderá instituir, mediante lei complementar, empréstimos compulsórios:
1. para atender às despesas extraordinárias, decorrentes de calamidade pública, de guerra externa ou sua iminência;
2. no caso de investimento público de caráter urgente e de relevante interesse nacional.

### Princípios tributários
O direito tributário é regido por alguns princípios, dos quais trata a Constituição Federal.
Os princípios tributários norteiam a competência dos entes políticos, e junto com as imunidades, que são regras que proíbem a tributação sobre certos bens, pessoas ou fatos, determinam os limites ao poder de tributar destes entes políticos. Os princípios tratados pela Constituição Brasileira estão elencados abaixo:

#### Princípio da legalidade
O texto do referido art. 150, I da CF estabelece que "é vedado à União, aos Estados, ao Distrito Federal e aos Municípios exigir ou aumentar tributo sem lei que o estabeleça". O princípio da legalidade tributária limita a atuação do poder tributante em prol da justiça e da segurança jurídica dos contribuintes. Seria temeroso permitir que a Administração Pública tivesse total liberdade na criação e aumento dos tributos, sem garantia alguma que protegesse os cidadãos contra os excessos cometidos.
O princípio da legalidade tributária nada mais é que uma reverberação do princípio encontrado no art. 5º, II da CF onde lemos que "ninguém será obrigado a fazer ou deixar de fazer alguma coisa senão em virtude de lei", o constituinte quis deixar bem claro a total submissão dos entes tributantes ao referido princípio, para que não restasse dúvida de natureza alguma. A lei a que se refere o texto constitucional é lei em sentido estrito, entendida como norma jurídica aprovada pelo legislativo e sancionada pelo executivo, ao contrário da lei em sentido amplo que se entende como qualquer norma jurídica emanada do Estado que obriga a coletividade, assim os tributos só podem ser criados ou aumentados através de lei “stricto sensu”.
Na própria CF encontramos algumas exceções em relação ao princípio da legalidade: o Poder Executivo tem liberdade de alterar as alíquotas dos impostos sobre exportação, importação, produtos industrializados e sobre operações financeiras através de decreto. É importante frisar que em relação à criação de tributos não existem exceções, ou seja, todos os tributos devem ser criados por lei (em sentido estrito).
Cabe lembrar também que o STF sempre admitiu o uso de medidas provisórias para trato de todas as matérias submetidas à "reserva de lei ordinária", já que, entende aquele pretório, as MP´s têm força de lei, podendo, portanto, instituir, majorar, isentar, enfim, tratar de todos os assuntos enumerados no artigo 97 do CTN. Desde que as medidas Provisórias sejam aprovadas até o final do exercício.

#### Princípio da igualdade ou da isonomia
O princípio da isonomia consigna que a lei não deve dar tratamento desigual a contribuintes que se encontrem em situação equivalente.
Está expresso no artigo 150, II da CF dizendo que:
"É vedado à União, aos Estados, aos Municípios e ao Distrito Federal instituir tratamento desigual entre contribuintes que se encontrem em situação equivalente, proibida qualquer distinção em razão da ocupação profissional ou função por ele exercida, independente da denominação jurídica dos rendimentos, títulos ou direitos."

#### Princípio da irretroatividade
O princípio da irretroatividade da lei é princípio geral de direito, salvo quando interpretativa ou para beneficiar. A jurisprudência brasileira, de acordo com a súmula 584 do Supremo Tribunal Federal, vinha consagrando, mormente em Imposto de Renda, a irretroatividade da lei fiscal. Ora, no Brasil, o IR está calcado no dualismo: ano-base da declaração.
Dessa forma, ano-base é de 1º de janeiro a 31 de dezembro, sendo que o ano da declaração é o momento em que nas palavras de Sacha Calmon Navarro Coelho o contribuinte "recata os fatos tributáveis, dimensiona a base imponível, aplica as alíquotas, obtém o quantum devido e recolhe o imposto, sob a condição suspensiva de, a posteriori, o fisco concordar com o imposto declarado".

#### Princípio da anterioridade de exercício
O princípio da anterioridade exige que a lei que criou ou majorou o tributo haja existência antes do início do exercício financeiro em que ocorrer o fato imponível do tributo.
Na legislação brasileira, este princípio está regulado pelo art. 150, III, b da Constituição Federal. A regra geral determina que não poderá ser cobrado tributo no mesmo exercício financeiro em que haja sido publicada a lei que os instituiu ou aumentou. As exceções ao princípio da anterioridade de exercício estão elencadas no mesmo artigo, em seu § 1º: são os impostos federais de função regulatória (Imposto de importação e Imposto de Exportação, IOF e IPI), imposto extraordinário de guerra (art. 154, II, CF) e o empréstimo compulsório destinado a atender a despesas extraordinárias decorrentes de calamidade pública, de guerra externa ou sua iminência (art. 148, I, CF).

#### Princípio da anterioridade mínima (nonagesimal)
O princípio da noventena ou da anterioridade mínima, como também é chamado, proíbe que os impostos sejam majorados antes de decorridos noventa dias da data em que haja sido publicada a lei. Este princípio foi inserido no ordenamento jurídico pela emenda constitucional nº 42, de 2003, publicada no DOU de 31.12.03. São exceções ao princípio da anterioridade nonagesimal o II, o IE, o IOF, o imposto extraordinário de guerra, os empréstimos compulsórios, o IPTU, o IPVA e o IR.

#### Princípio da anualidade
O princípio da anualidade explana que deverá haver a inclusão da lei tributária material na lei orçamentária. Dessa forma a lei tributária material deverá ser anterior à lei orçamentária. A anualidade compreende a anterioridade da lei e a autorização orçamentária. No entanto, este princípio não mais tem guarida na Constituição Federal, no entanto, o mesmo é um velho princípio que vem desde o império, passando pela primeira república, sendo que foi ignorado pelo Estado Novo, e voltando na Constituição de 1946, submergindo novamente na Constituição de 1967.
Embora na esfera federal não exista tal princípio, nada obsta que o princípio da anualidade seja aclamado pela Constituição estadual dos Estados-membros, exigindo o princípio para os tributos locais, ampliando as garantias do contribuinte estadual. O mesmo ocorre com os Municípios e com o Distrito Federal, uma vez que os mesmo poderão, em suas leis orgânicas, criar o princípio da anualidade.
Assim a anualidade continua existindo em matéria orçamentária.

#### Princípio do não confisco
O princípio da vedação ao confisco é uma derivação do direito de propriedade, é uma limitação negativa ao poder de tributar imposta ao Estado, proibindo-o de usar os tributos para confiscar os bens ou o patrimônio de particulares.

#### Princípio da liberdade de tráfego
Pelo princípio da liberdade de tráfego, não pode a lei tributária limitar o tráfego interestadual ou intermunicipal de pessoas e bens, salvo o pedágio de via conservada pelo Poder Público.

#### Princípio da uniformidade geográfica
Pelo princípio da uniformidade geográfica, disposto no art. 151 da Constituição brasileira, é vedado à União instituir tributo que não seja uniforme em todo o território nacional ou que implique distinção ou preferência em relação a Estado, ao Distrito Federal ou a Município, em detrimento de outro, admitida a concessão de incentivos fiscais destinados a promover o equilíbrio do desenvolvimento socioeconômico entre as diferentes regiões do País.

#### Princípio da não concessão de privilégios a títulos federais
A União não pode tributar a renda das obrigações da dívida pública dos Estados, do Distrito Federal e dos Municípios, bem como a remuneração e os proventos dos respectivos agentes públicos, em níveis superiores aos que fixar para suas obrigações e para seus agentes.

#### Princípio da capacidade contributiva
O princípio da capacidade contributiva estabelece que, "sempre que possível, os impostos terão caráter pessoal e serão graduados segundo a capacidade econômica do contribuinte, facultado à administração tributária, especialmente para conferir efetividade a esses objetivos, identificar, respeitados os direitos individuais e nos termos da lei, o patrimônio, os rendimentos e as atividades econômicas do contribuinte".
Ao criar os impostos, o legislador deve levar em conta, sempre que possível, a situação particular de cada contribuinte, permitindo com isso que seja realizada a justiça tributária ao não exigir imposto acima do suportável. O princípio da capacidade contributiva é realizado, por exemplo, no imposto de renda, onde existem alíquotas diferenciadas e se permitem várias deduções de acordo com a situação do contribuinte.

#### Princípio da pessoalidade
A imposição tributária deve levar em consideração as características pessoais do contribuinte. Entretanto, tal providência nem sempre se afigura possível, principalmente no que se refere aos impostos que tributam o consumo (ICMS e IPI, por exemplo), mas para dar cumprimento à pessoalidade a Constituição Federal prevê a seletividade.

#### Princípio da não cumulatividade
O princípio da não cumulatividade é aplicável nos casos do ICMS e do IPI. Por este princípio, o imposto devido em cada operação relativa a circulação de mercadorias ou prestação de serviços será compensado com o montante cobrado nas anteriores; Este instituto foi estendido para o PIS e para a COFINS, através das Leis nº 10.637/02 e 10.833/03, respectivamente.

#### Princípio da seletividade
Este princípio é de cumprimento obrigatório no caso do Imposto sobre Produtos Industrializados e facultativo no caso do Imposto sobre Circulação de Mercadorias e Serviços.
Em função da importância e necessidade de um produto se tem a diminuição da carga tributária, e aos que tem menos importância aumenta-se a carga tributária. O Estado seleciona tais produtos.

### Imunidades
As imunidades tributárias são normas jurídicas contidas no texto da Constituição que estabelecem a incompetência da União, dos Estados, do Distrito Federal e dos Municípios para instituição de tributos em determinas situações. 
As situações  em que as aludidas pessoas integrantes da administração direta não possuem competência para esta instituição estão discriminadas no inciso VI do artigo 150 da Constituição e dizem respeito às hipóteses de instituição de tributos sobre:
- patrimônio, renda ou serviços de pessoas jurídicas de direito público interno;
- templos de qualquer culto;
- patrimônio, renda ou serviços de partidos políticos e de suas fundações, das entidades sindicais dos trabalhadores, das instituições de educação e de assistência social, sem fins lucrativos;
- livros, jornais, periódicos e o papel destinado à sua impressão;
- fonogramas e videofonogramas musicais produzidos no Brasil contendo obras musicais ou literomusicais de autores brasileiros e/ou obras em geral interpretadas por artistas brasileiros bem como os suportes materiais ou arquivos digitais que os contenham, salvo na etapa de replicação industrial de mídias ópticas de leitura a laser. [14]